# حسین‌آباد سرجنگل
حسین‌آباد سرجنگل، روستایی در دهستان نگین کویر بخش نگین کویر شهرستان فهرج در استان کرمان ایران است.

## جمعیت
بر پایه سرشماری عمومی نفوس و مسکن در سال ۱۳۹۵، جمعیت این روستا برابر با ۳۴۶ نفر (۱۰۲ خانوار) بوده‌است.